# Neachrostia nigripunctalis
Neachrostia nigripunctalis là một loài bướm đêm trong họ Noctuidae.